# Goodenia laevis
Goodenia laevis är en tvåhjärtbladig växtart. Goodenia laevis ingår i släktet Goodenia och familjen Goodeniaceae.

## Underarter
Arten delas in i följande underarter:
- G. l. humifusa
- G. l. laevis